# (9496) Ockels
(9496) Ockels ist ein Asteroid des Hauptgürtels, der am 26. März 1971 von den niederländischen Astronomen Cornelis Johannes van Houten, Ingrid van Houten-Groeneveld und Tom Gehrels am Palomar-Observatorium (Sternwarten-Code 675) in Kalifornien entdeckt wurde.
Der Asteroid ist nach dem niederländischen Physiker Wubbo Ockels (1946–2014) benannt, der 1985 im Rahmen der D1-Mission als erster Niederländer ins Weltall flog.